# Sanje
Sanje est une localité du Cameroun située dans le département du Fako et la Région du Sud-Ouest. Elle fait partie de l'arrondissement de West Coast.

## Population
Sanje Natives comptait 300 habitants en 1953, puis 358 en 1969, des Bamboko.
Lors du recensement de 2005, on a dénombré 1 264 personnes à Sanje.